# 石黑修
石黑修（日语：／ Ishiguro Osamu，1936年8月12日—2016年11月9日），日本前男子网球运动员。他曾在1966年亚洲运动会网球比赛中获得男子单打、男子双打和男子团体三个项目的金牌。1972年擔任日本職業網球協會的首屆理事長。